# Stivalius laxiolobulus
Stivalius laxiolobulus är en loppart som beskrevs av Li Kueichen, Xie Baoqi et Gong Zhengda 1981. Stivalius laxiolobulus ingår i släktet Stivalius och familjen Stivaliidae. Inga underarter finns listade i Catalogue of Life.